# Paso de la Mesa
Paso de la Mesa är en ort i Mexiko.   Den ligger i kommunen Lagos de Moreno och delstaten Jalisco, i den centrala delen av landet, 400 km nordväst om huvudstaden Mexico City. Paso de la Mesa ligger 1 853 meter över havet och antalet invånare är 315.
Terrängen runt Paso de la Mesa är huvudsakligen platt, men åt sydost är den kuperad. Runt Paso de la Mesa är det ganska glesbefolkat, med 48 invånare per kvadratkilometer. Närmaste större samhälle är Lagos de Moreno, 10,9 km nordost om Paso de la Mesa. I omgivningarna runt Paso de la Mesa växer huvudsakligen savannskog.